# Buchneria
Buchneria es un género de foraminífero bentónico considerado homónimo posterior de Buchneria Borner, 1952, y sustituido por Sipholagena de la Subfamilia Sipholageninae, de la Familia Ellipsolagenidae, de la Superfamilia Polymorphinoidea, del Suborden Lagenina y del Orden Lagenida.  Su especie-tipo era Lagena benevestita. Su rango cronoestratigráfico abarcaba el Holoceno.

## Discusión
Clasificaciones previas incluían Buchneria en la Superfamilia Nodosarioidea.

## Clasificación
Buchneria incluye a la siguiente especie:
- Buchneria benevestita